# Borboropactus australis
Borboropactus australis är en spindelart som först beskrevs av Lawrence 1937.  Borboropactus australis ingår i släktet Borboropactus och familjen krabbspindlar. Inga underarter finns listade.